# Sébastien Reichenbach
Pour les articles homonymes, voir Reichenbach.
Sébastien Reichenbach, né le 28 mai 1989 à Martigny, est un coureur cycliste suisse. Membre de l'équipe FDJ de 2016 à 2022, il y est équipier de Thibaut Pinot en montagne.

## Biographie

### Jeunesse et carrière amateur
Sébastien Reichenbach pratique d'abord le football, avant de se mettre au VTT en 2003. Dans l'équipe Team Vallée du Trient, il dispute sa première saison chez les juniors. Il remporte deux courses régionales et termine deuxième du Grand Raid 2007, dans la catégorie junior.
En 2008, il rejoint le Team Seppey Cristalp Scott et l'emporte sur le petit parcours du Raid Evolénard, à Evolène. Il arrête définitivement le VTT et se met à la route. Ses qualités de grimpeur commencent à le faire remarquer.
L'année suivante, il prend sa première licence au sein du Vélo-Club Excelsior de Martigny et rejoint une équipe BMC régionale, composée de plusieurs jeunes du Valais et de Suisse en général. Il dispute de nombreuses courses suisses et décroche un 3e rang final au classement national. Il signe ainsi avec l'équipe continentale Atlas Personal. Ses premiers bons résultats lui permettent une sélection pour les mondiaux de Melbourne, avec l'équipe des moins de 23 ans. Il abandonne cependant après une chute. Après deux saisons à Atlas, il rejoint l'équipe Maca-Loca-Scott. Durant cette année, il est champion de Suisse de la montagne et remporte le Championnat de Zurich.

### Carrière professionnelle

#### 2013-2015: IAM Cycling
À la fin de la saison 2012, Michel Thétaz le contacte pour l'intégrer dans sa nouvelle équipe suisse, IAM (équipe continentale professionnelle). Sébastien Reichenbach devient ainsi coureur professionnel dans cette équipe en 2013. Au printemps, il prend la deuxième place du Tour de Berne, la treizième place du Tour de Norvège, la seizième place du Tour de Suisse. En juillet, il obtient sa première victoire professionnelle en gagnant le Trophée Matteotti, où il passe la ligne d'arrivée main dans la main avec son coéquipier Johann Tschopp, avec qui il est échappé. En août, il prend la quatrième place du Tour de l'Ain. Le mois suivant, il est huitième du Tour de Grande-Bretagne.
En début de saison 2014, Reichenbach termine vingtième du Tour méditerranéen, treizième du Tour du Haut-Var, seizième du Grand Prix de Lugano, onzième de Paris-Nice. Il porte le maillot du meilleur jeune de cette course, finalement remporté par Carlos Betancur, également vainqueur de l'édition. Il est ensuite quinzième du Critérium international et de la Route Adélie, neuvième de la Flèche brabançonne. Il participe aux classiques ardennaises, où il est 24e de la Flèche wallonne et 22e de Liège-Bastogne-Liège. Quinzième du Tour de Romandie et dix-septième du Tour de Norvège en mai, puis quatorzième du Critérium du Dauphiné, il est sélectionné pour disputer le Tour de France, son premier grand tour, et également première « grande boucle » à laquelle participe IAM. Reichenbach termine ce Tour à la 85e place. En septembre, il prend la douzième place du Tour de Grande-Bretagne.
Au printemps 2015, Sébastien Reichenbach est désigné leader de l'équipe IAM au Tour d'Italie. Il est notamment troisième de la huitième étape, à Campitello Matese. Il doit abandonner après deux semaines de course à cause de problèmes digestifs, alors qu'il occupe la 28e place du classement général.

#### 2016-2022: Groupama-FDJ

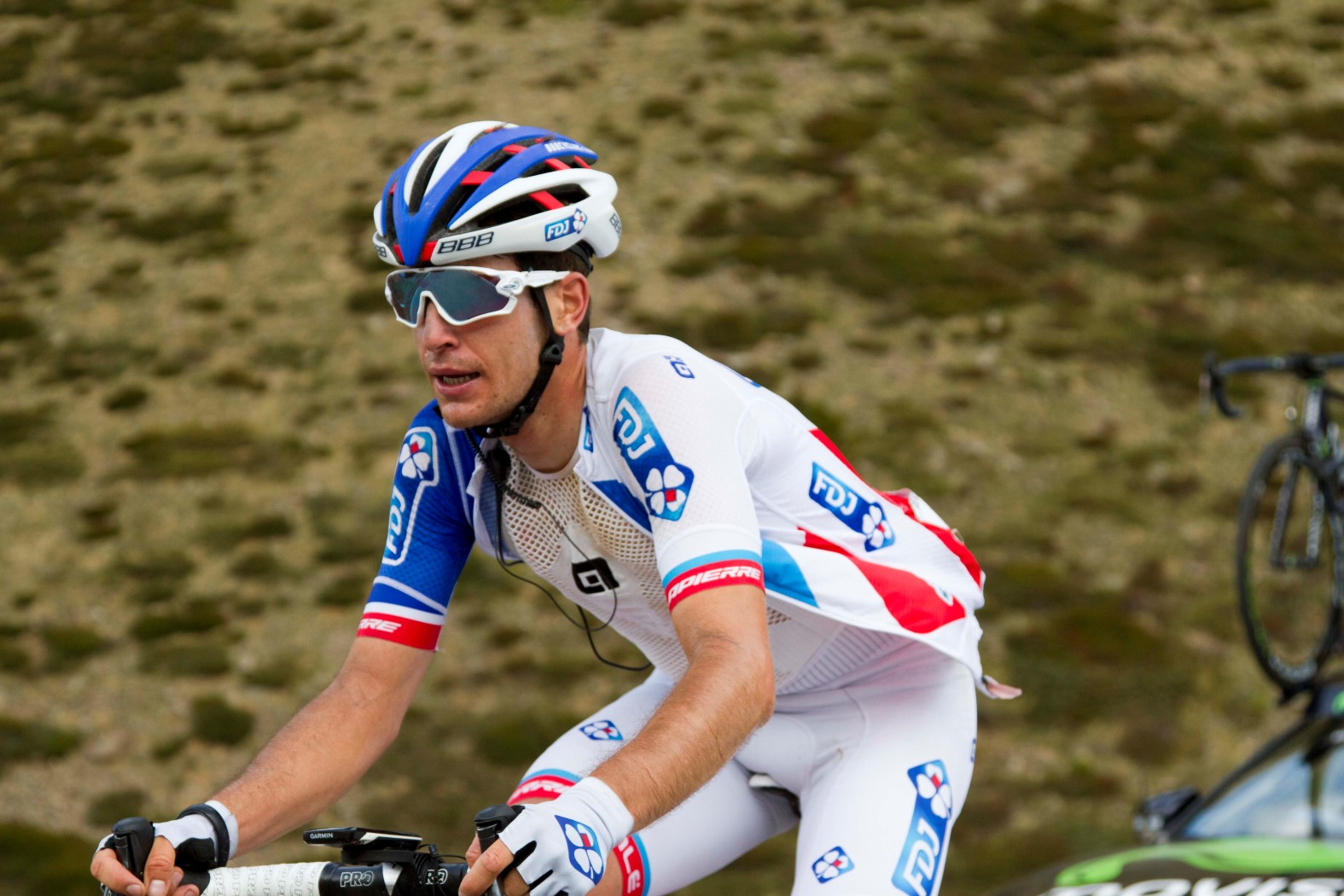
Sébastien Reichenbach durant le Tour d'Italie 2017.

Intéressée par son profil l'équipe FDJ lui fait signer un contrat de deux ans en août 2015. Il rejoint Steve Morabito comme équipier de Thibaut Pinot en montagne. 
Cependant sur le Tour de France 2016, Thibaut Pinot abandonne, et le rôle de leader lui échoit. Avec le soutien de Morabito en montagne, il parvient à atteindre la 14e place du classement général. À la suite de l'abandon de Pinot il récupère le leadership de l'équipe chose qu'il réussit avec brio. Il se classe quatrième de la 15e étape entre Bourg-en-Bresse et Culoz.
En septembre, son contrat avec FDJ est prolongé d'un an.
Au premier semestre 2017, Sébastien Reichenbach accompagne à nouveau Thibaut Pinot, cette fois avec pour objectif le Tour d'Italie. En début d'année, il est notamment septième du Tour d'Andalousie. Au printemps, il termine le Giro à la quinzième place, tandis que Pinot finit quatrième. En juin, un virus contracté durant le Tour de Suisse le force à abandonner cette course et, deux mois plus tard, à renoncer à participer au Tour d'Espagne. En octobre, une chute lors des Trois vallées varésines lui cause des fractures à un coude ainsi qu'au bassin et met fin à sa saison. Il porte plainte contre Gianni Moscon, coureur italien de l'équipe Sky, qu'il accuse d'avoir provoqué intentionnellement cette chute,.
En 2019, son contrat est renouvelé avec l'équipe Groupama-FDJ pour deux saisons. La même année, il est sacré champion de Suisse sur route et termine 17e du Tour de France.
En 2021, il termine à la deuxième place du Tour d'Alsace.

#### 2023: Tudor puis fin de carrière
Il rejoint en 2023 l'équipe suisse Tudor Pro Cycling et met finalement un terme à sa carrière à l'issue de la saison 2024.

## Style
Classé parmi les grimpeurs, Sébastien Reichenbach présente des lacunes en descente qui peuvent l'empêcher d'obtenir des résultats à la hauteur de ses performances en ascension, comme lors du Tour de France 2016. Au sein de l'équipe FDJ, il travaille comme d’autres coureurs avec le vététiste Oscar Saiz afin de combler ces lacunes.

## Palmarès
| - 2007 - 3e de Martigny-Mauvoisin juniors - 2011 - 3e du Grand Prix Chantal Biya - 2012 - Champion de Suisse de la montagne - Championnat de Zurich - Bosses du Haut-Drac - Classement général des Quatre Jours des As-en-Provence - 3e du Grand Prix de Saint-Symphorien-sur-Coise - 2013 - Martigny-Mauvoisin - Trophée Matteotti - 2e du Prix des Vins Henri Valloton - 2e du Tour de Berne | - 2015 - 2e du championnat de Suisse sur route - 2016 - 4e de Tirreno-Adriatico - 2019 - Champion de Suisse sur route - 2021 - 2e du Tour Alsace |  |

## Résultats sur les grands tours

### Tour de France

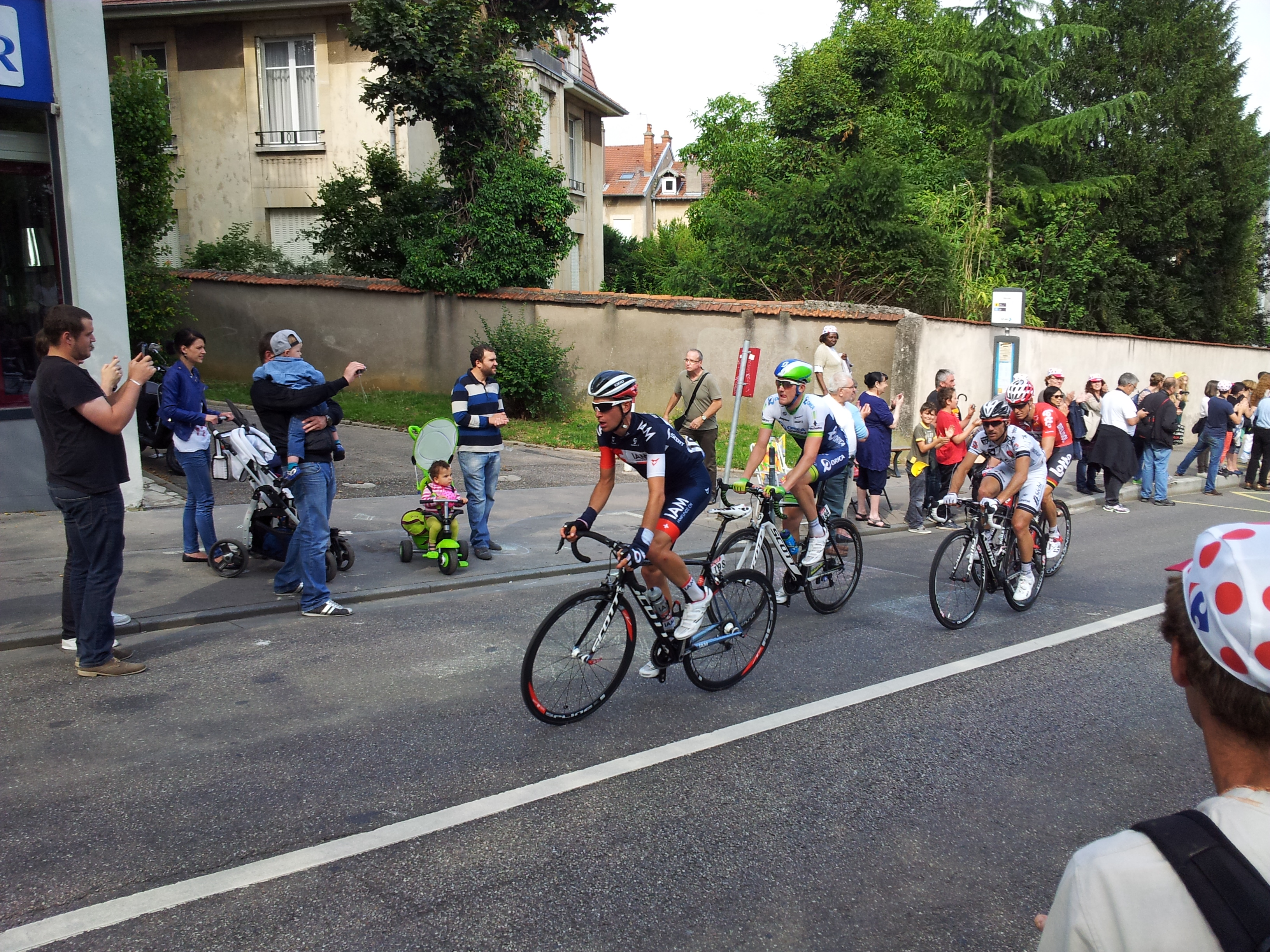
Sébastien Reichenbach dans la 7e étape du Tour de France 2014

4 participations 
- 2014 : 85e
- 2016 : 14e
- 2019 : 17e
- 2020 : 24e

### Tour d'Italie
4 participations 
- 2015 : abandon (16e étape)
- 2017 : 15e
- 2018 : 22e
- 2021 : abandon (16e étape)

### Tour d'Espagne
1 participation
- 2022 : 24e

## Classements mondiaux
| Année                                 | 2011  | 2012 | 2013 | 2014 | 2015 | 2016 | 2017 | 2018 | 2019 | 2020 | 2021 | 2022 | 2023 | 2024 |
| ------------------------------------- | ----- | ---- | ---- | ---- | ---- | ---- | ---- | ---- | ---- | ---- | ---- | ---- | ---- | ---- |
| UCI World Tour                        |       |      |      |      | 167e | 64e  | 166e | 180e |      |      |      |      |      |      |
| Classement mondial                    |       |      |      |      |      | 88e  | 399e | 221e | 278e | 275e | 327e | 178e | 583e | 884e |
| UCI Europe Tour                       | 1087e | 961e | 42e  | 448e |      | 254e | 578e | 173e | 225e | 225e | 276e | 145e | nc   | nc   |
| UCI America Tour                      | nc    | nc   | nc   | nc   |      | 176e | nc   | nc   |      |      |      |      |      |      |
| UCI Africa Tour                       | nc    | 55e  | nc   | nc   |      | nc   | nc   | nc   |      |      |      |      |      |      |
|                                       |       |      |      |      |      |      |      |      |      |      |      |      |      |      |
| Légende : nc = non classéSource : UCI |       |      |      |      |      |      |      |      |      |      |      |      |      |      |